# Nadejdivka, Sînelnîkove
Nadejdivka (în ucraineană Надеждівка) este un sat în comuna Kîsleanka din raionul Sînelnîkove, regiunea Dnipropetrovsk, Ucraina.

## Demografie
Componența lingvistică a localității Nadejdivka
     Ucraineană (91,22%)
     Rusă (6,83%)
     Belarusă (1,46%)
Conform recensământului din 2001, majoritatea populației localității Nadejdivka era vorbitoare de ucraineană (91,22%), existând în minoritate și vorbitori de rusă (6,83%) și belarusă (1,46%).